# 托馬斯·里爾登
托馬斯·里爾登（英語：Thomas Reardon，1969年—）是一位美國程式設計師，前微軟公司開發者。

## 生平
里爾登出生於新罕布什爾州，是家中18位信奉愛爾蘭天主教的一員。里爾登高中的時候，在麻省理工學院攻讀了研究所程度的數學和科學課，被形容是“數學和電腦神童”。高中畢業後，他搬到北卡羅萊納州，成立了自己的軟體公司。在那裡，他遇到了比爾·蓋茨並加入了微軟擔任Windows 95和Windows 97的專案經理。
在當時，里爾登構築了整個微軟公司的Internet Explorer開發團隊。他在1996年開發並監督Internet Explorer 3的釋出，並提出了將Internet Explorer與Microsoft Windows作業系統一同捆綁銷售的想法。IE3是第一個與當時最流行的Netscape Navigator競爭的網頁瀏覽器。在里爾登的領導下，Internet Explorer在1990年代晚期及2000年代早期超越了Netscape Navigator，成為當時最多人使用的瀏覽器，其後來又被稱為第一次瀏覽器大戰。里爾登是全球資訊網協會（W3C）創始人之一，並且代表微軟與W3C和其他標準機構合作，制定了許多至今萬維網仍然在使用的標準和先例。里爾登也是XML、CSS和HTML最早的提倡者和設計者之一。
1998年，由於Netscape的瀏覽器大戰，讓微軟陷入了美國訴微軟案。里爾登對微軟感到失望，最終決定離職，成立了一家名為Avogadro的無線網路新創公司。里爾登後來加入了行動軟體公司Openwave，先後曾經擔任總經理和副總裁，最後被任命為首席技術長，直到2004年。在Openwave，他致力於開發最早的行動裝置瀏覽器。